# Margaretha Lindahl
Margaretha Louise Lindahl, coniugata Dryburgh (Sveg, 20 ottobre 1974), è una giocatrice di curling svedese.

## Biografia
Partecipò all'età di 23 anni ai XVIII Giochi olimpici invernali edizione disputata a Nagano (Giappone) nel 1998, riuscendo ad ottenere la medaglia di bronzo nella squadra svedese con le connazionali Katarina Nyberg, Louise Marmont, Elisabeth Persson e Elisabet Gustafson.
Nell'edizione la nazionale canadese ottenne la medaglia d'oro, la danese quella d'argento.